# Richard Tucker (Schauspieler)

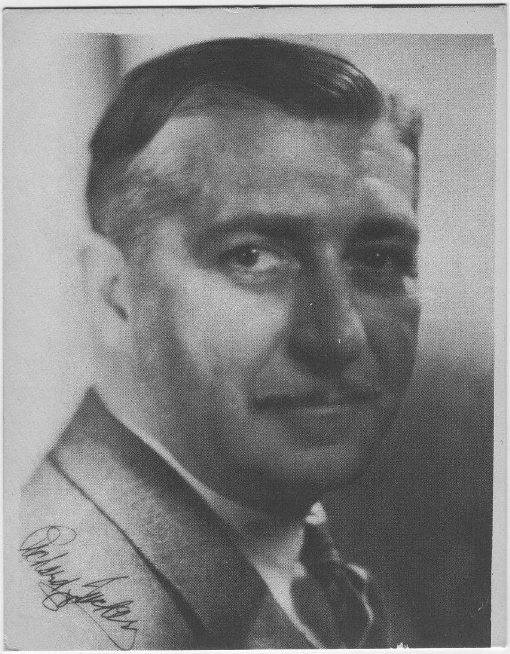
Richard Tucker, 1920

Richard Tucker (* 4. Juni 1884 in Brooklyn, New York; † 5. Dezember 1942 in Woodland Hills, Los Angeles, Kalifornien) war ein US-amerikanischer Schauspieler.

## Leben
Trucker wurde Brooklyn, dem heutigen Stadtteil von New York City geboren.
Zwischen 1911 und 1940 trat er in über 260 Filmen auf. Er war das erste offizielle Mitglied der Screen Actors Guild (SAG) und Gründungsmitglied des SAG-Vorstands.
Tucker begann 1913 mit den Stummfilmen. In den 1920er Jahren stand er bei Goldwyn unter Vertrag. In den 1930er Jahren kehrte er mit ergrautem Haar als distinguierter Charakterdarsteller zurück und spielte Banker, Industrielle, Wissenschaftler und Politiker.
Im Dezember 1931 verkündete Tucker seine Absicht, seine dritte Frau, die New Yorker Tänzerin Arlene Andrews, zu heiraten. Sie heirateten am 15. Dezember und ließen sich im Oktober 1936 scheiden, nachdem sie über ein Jahr lang getrennt gelebt hatten. Im September 1938 ließ er sich von seiner Frau Erma O. Deen, mit der er erst wenige Monate verheiratet war, scheiden.
Tucker starb in Woodland Hills, Los Angeles, an einem Herzinfarkt. Er ist im Forest Lawn Memorial Park in einer unmarkierten Nische im Great Mausoleum, Columbarium of Faith, begraben.

## Filmographie
- 1913: Who Will Marry Mary?
- 1914: Midnight Ride of Paul Revere
- 1915: Vanity Fair
- 1915: The Ring of the Borgias
- 1916: When Love Is King
- 1916: The Cossack Whip
- 1917: The Master Passion
- 1917: Threads of Fate
- 1917: Pardners
- 1917: The Royal Pauper
- 1917: The Cloud
- 1917: The Law of the North
- 1917: The Power of Decision
- 1917: The On-the-Square Girl
- 1917: The Little Chevalier
- 1917: Think It Over
- 1917: Babbling Tongues
- 1917: Behind the Mask
- 1920: The Woman in Room 13
- 1920: Dollars and Sense
- 1920: Darling Mine
- 1920: The Great Lover
- 1920: The Branding Iron
- 1921: Roads of Destiny
- 1921: A Voice in the Dark
- 1921: The Old Nest
- 1921: Don’t Neglect Your Wife
- 1921: What Love Will Do
- 1921: Everything for Sale
- 1921: Voices of the City
- 1921: A Virginia Courtship
- 1922: Grand Larceny
- 1922: The Worldly Madonna
- 1922: Yellow Men and Gold
- 1922: Strange Idols
- 1922: When the Devil Drives
- 1922: A Self-Made Man
- 1922: Rags to Riches
- 1922: Remembrance
- 1923: Der Express in Flammen (Hearts Aflame)
- 1923: The Dangerous Age
- 1923: Poor Men’s Wives
- 1923: Is Divorce a Failure?
- 1923: Lovebound
- 1923: Her Accidental Husband
- 1923: The Eleventh Hour
- 1923: Der feindliche Gast (Cameo Kirby)
- 1923: The Broken Wing
- 1924: Die Liebesaffären des Beau Brummel – Glück und Ende des englischen Casanovas (Beau Brummel)
- 1924: 40-Horse Hawkins
- 1924: Helen’s Babies
- 1924: The Fast Worker
- 1924: The Tornado
- 1924: The Star Dust Trail
- 1925: The Bridge of Sighs
- 1925: The Man Without a Country
- 1925: Herren der Lüfte (The Air Mail)
- 1925: The Lure of the Wild
- 1925: The Golden Cocoon
- 1926: The Blind Goddess
- 1926: That’s My Baby
- 1926: Devil’s Island
- 1926: Shameful Behavior?
- 1926: The Lily
- 1927: A Kiss in a Taxi
- 1927: Matinee Ladies
- 1927: The World at Her Feet
- 1927: Flügel aus Stahl (Wings)
- 1927: Dearie
- 1927: The Bush Leaguer
- 1927: Weib in der Wüste (The Desired Woman)
- 1927: Sumuru
- 1927: Women’s Wares
- 1927: Der Jazzsänger  (The Jazz Singer)
- 1928: Beware of Married Men
- 1928: Thanks for the Buggy Ride
- 1928: The Crimson City
- 1928: A Bit of Heaven
- 1928: The Grain of Dust
- 1928: Loves of an Actress
- 1928: Show Girl
- 1928: Captain Swagger
- 1928: Show Folks
- 1928: On Trial
- 1928: Love Over Night
- 1928: My Man
- 1928: The Border Patrol
- 1928: Lucky Boy
- 1929: Daughters of Desire
- 1929: The Dummy
- 1929: The Squall
- 1929: This Is Heaven
- 1929: The King of the Kongo
- 1929: The Unholy Night
- 1929: Half Marriage
- 1929: Painted Faces
- 1929: Navy Blues
- 1930: Peacock Alley
- 1930: Puttin’ On the Ritz
- 1930: The Lone Defender
- 1930: The Benson Murder Case
- 1930: Courage
- 1930: Safety in Numbers
- 1930: Das Geheimnis des Ingenieurs Nelson (Shadow of the Law)
- 1930: Recaptured Love
- 1930: Manslaughter
- 1930: College Lovers
- 1930: Brothers
- 1930: The Bat Whispers
- 1930: Madonna of the Streets
- 1931: Inspiration
- 1931: Stepping Out
- 1931: The Spy
- 1931: Hell Bound
- 1931: Too Young to Marry
- 1931: Seed
- 1931: Up for Murder
- 1931: Charlie Chan – Der Tod ist ein schwarzes Kamel (The Black Camel)
- 1931: A Holy Terror
- 1931: Graft
- 1931: Convicted
- 1931: The Deceiver
- 1931: X Marks the Spot
- 1931: The Devil Plays
- 1931: Maker of Men
- 1932: The Shadow of the Eagle
- 1932: Careless Lady
- 1932: Symphony of Six Million
- 1932: Flames
- 1932: Week-End Marriage
- 1932: The Stoker
- 1932: Guilty as Hell
- 1932: Laurel und Hardy: Die Teufelsbrüder (Pack Up Your Troubles)
- 1932: Rettender Ruin (A Successful Calamity)
- 1932: Hat Check Girl
- 1932: Die große Pleite (The Crash)
- 1933: The Ironmaster
- 1933: Men Must Fight
- 1933: Daring Daughters
- 1933: The World Gone Mad
- 1933: The Working Man
- 1933: Made on Broadway
- 1933: Her Resale Value
- 1933: Midnight Mary
- 1933: Saturday’s Millions
- 1933: Meet the Baron
- 1933: Day of Reckoning
- 1933: Eine Frau vergisst nicht (Only Yesterday)
- 1933: College Coach
- 1933: Goodbye Love
- 1933: The Women in His Life
- 1934: Public Stenographer
- 1934: This Side of Heaven
- 1934: The Show-Off
- 1934: The Countess of Monte Cristo
- 1934: The Road to Ruin
- 1934: Looking for Trouble
- 1934: A Modern Hero
- 1934: Sadie McKee
- 1934: Wild Gold
- 1934: Geheimagent 13 (Operator 13)
- 1934: Money Means Nothing
- 1934: Back Page
- 1934: Baby, Take a Bow
- 1934: Paris Interlude
- 1934: Handy Andy
- 1934: Millionäre bevorzugt (The Girl from Missouri)
- 1934: Take the Stand
- 1934: A Successful Failure
- 1934: Elinor Norton
- 1934: Ich kämpfe für dich (Evelyn Prentice)
- 1934: Sing Sing Nights
- 1935: Biography of a Bachelor Girl
- 1935: Buried Loot
- 1935: Symphony of Living
- 1935: Ein Arzt für alle Fälle (Society Doctor)
- 1935: Shadow of Doubt
- 1935: Helden von heute (1935) (West Point of the Air)
- 1935: Mister Dynamite
- 1935: $10 Raise
- 1935: Murder in the Fleet
- 1935: Calm Yourself
- 1935: Das Schiff des Satans (Dante’s Inferno)
- 1935: Here Comes the Band
- 1935: Diamond Jim
- 1935: It's in the Air
- 1935: Too Tough to Kill
- 1936: Ring Around the Moon
- 1936: The Farmer in the Dell
- 1936: The Great Ziegfeld
- 1936: In Paris, A.W.O.L.
- 1936: Flash Gordon
- 1936: Special Agent K-7
- 1936: In His Steps
- 1936: Lustige Sünder (Libeled Lady)
- 1936: Two Minutes to Play
- 1936: Flying Hostess
- 1936: The Plot Thickens
- 1936: Headline Crasher
- 1937: We Who Are About to Die
- 1937: She’s Dangerous
- 1937: The Woman I Love
- 1937: Tanz mit mir (Shall We Dance)
- 1937: Armored Car
- 1937: Dangerous Holiday
- 1937: I Cover the War!
- 1937: Roaring Timber
- 1937: Make a Wish (Make a Wish)
- 1937: Jungle Menace
- 1937: Big City
- 1937: Trapped by G-Men
- 1937: The Girl Said No (The Girl Said No)
- 1937: Something to Sing About
- 1937: Rosalie
- 1937: She’s Got Everything
- 1938: Im goldenen Westen (The Girl of the Golden West)
- 1938: The Higgins Family
- 1938: Test Pilot
- 1938: Delinquent Parents
- 1938: On the Great White Trail
- 1938: Letter of Introduction
- 1938: The Texans
- 1938: Sons of the Legion
- 1938: Singende Herzen (Sweethearts)
- 1938: The Girl Downstairs
- 1938: Trade Winds
- 1939: Risky Business
- 1939: They Made Her a Spy
- 1939: Sudden Money
- 1939: Girl from Rio
- 1939: The Covered Trailer
- 1939: Dreivierteltakt am Broadway (The Great Victor Herbert)
- 1940: Der Weg nach Singapur (Road to Singapore)